# Visconde de Vila Maior
Visconde de Vila Maior foi um título nobiliárquico criado por decreto de 1 de junho de 1858, do rei D. Pedro V de Portugal, a favor de Luís Cláudio de Oliveira Pimentel, 1.º visconde de Vila Maior.
O título foi usado pelas seguintes pessoas:
1. Luís Cláudio de Oliveira Pimentel, 1.º visconde de Vila Maior;
2. Júlio Máximo de Oliveira Pimentel, 2.º visconde de Vila Maior
3. Luís Carlos de Vasconcelos de Oliveira Pimentel, 3.º visconde de Vila Maior;
4. Luís de Vasconcelos Pimentel Quartin Bastos, 4.º visconde de Vila Maior;
5. Fernando van Zeller Quartin Bastos, 5.º visconde de Vila Maior.[2]